# Râul Valea Saulei
Râul Valea Saulei este un curs de apă, afluent al râului Colentina. 